# Yuichi Nemoto
Yuichi Nemoto (født 21. juli 1981) er en tidligere japansk fodboldspiller.
Han har spillet for flere forskellige klubber i sin karriere, herunder Kashima Antlers og Oita Trinita.